# Alethe
Pour les articles homonymes, voir Alèthe (homonymie).
Genre
Le genre Alethe regroupe 2 espèces d'oiseaux appartenant à la famille des Muscicapidae. 
Alèthe est le nom français que la nomenclature aviaire en langue française (mise à jour) a donné à ces espèces.

## Taxinomie
Plusieurs de ces espèces étaient placées par certains auteurs dans le genre Pseudalethe, et le genre Alethe dans la famille des Turdidae. Mais une importante étude phylogénique de la famille des Muscicapidae par Sangster et al. (2010) a monté que ce genre et ses deux espèces appartenaient en réalité au clade des Muscicapidae. Le Congrès ornithologique international (classification version 4.2, 2014) les transfère donc dans cette dernière famille.

## Listes d'espèces
D'après la classification de référence (version 5.2, 2015) du Congrès ornithologique international, cette espèce est constituée des sous-espèces suivantes (ordre phylogénique) :
- Alethe diademata (Bonaparte, 1850) - Alèthe à huppe rousse
- Alethe castanea (Cassin, 1856) - Alèthe à couronne orangée